# Rushwal Samaai
Rushwal Samaai (né le 25 septembre 1991 à Paarl) est un athlète sud-africain, spécialiste du saut en longueur.

## Biographie
Il se classe troisième des Jeux du Commonwealth de 2014, à Glasgow, derrière Greg Rutherford et Zarck Visser, avec un saut à 8,08 m.
Le 17 avril 2015, il porte son record à 8,38 m à Stellenbosch avec un vent de + 1,4 m/s. Cette mesure est également la meilleure performance de l'année.
Le 20 mars 2016, Samaai se classe 5e des championnats du monde en salle de Portland avec un saut à 8,18 m. Le 22 mai 2016, Samaai s'impose au Meeting international Mohammed-VI de Rabat avec 8,38 m, record personnel et du meeting égalés. Il devient champion d'Afrique le 23 juin suivant avec un saut à 8,40 m (+ 2,9 m/s).
Le 22 avril 2017, lors des championnats d'Afrique du Sud de Potchefstroom, en altitude, Rushwal Samaai porte son record personnel à 8,49 m (- 0,8 m/s) dans un concours où son compatriote Luvo Manyonga établit un nouveau record d'Afrique avec 8,65 m. Le 5 août, il décroche dans un concours très dense la médaille de bronze des championnats du monde de Londres avec un saut à 8,32 m, battu par son compatriote Luvo Manyonga (8,48 m) et l'Américain Jarrion Lawson (8,44 m).

## Palmarès
| Date | Compétition                    | Lieu             | Résultat | Marque |
| ---- | ------------------------------ | ---------------- | -------- | ------ |
| 2014 | Jeux du Commonwealth           | Glasgow          | 3e       | 8,08 m |
| 2014 | Championnats d'Afrique         | Marrakech        | 3e       | 7,84 m |
| 2016 | Championnats du monde en salle | Portland         | 5e       | 8,18 m |
| 2016 | Championnats d'Afrique         | Durban           | 1er      | 8,40 m |
| 2016 | Jeux olympiques                | Rio de Janeiro   | 9e       | 7,97 m |
| 2017 | Championnats du monde          | Londres          | 3e       | 8,32 m |
| 2017 | Ligue de diamant               | Ligue de diamant | 2e       | 8,31 m |
| 2018 | Championnats du monde en salle | Birmingham       | 6e       | 8,05 m |
| 2018 | Jeux du Commonwealth           | Gold Coast       | 3e       | 8,22 m |
| 2018 | Championnats d'Afrique         | Asaba            | 1er      | 8,45 m |
| 2018 | Ligue de diamant               | Ligue de diamant | 2e       | 8,32 m |
| 2018 | Coupe continentale             | Ostrava          | 1er      | 8,16 m |
| 2019 | Ligue de diamant               | Ligue de diamant | 2e       | 8,20 m |
| 2019 | Championnats du monde          | Doha             | 5e       | 8,23 m |

## Records
| Épreuve          | Performance | Lieu          | Date          |
| ---------------- | ----------- | ------------- | ------------- |
| Saut en longueur | 8,49 m      | Potchefstroom | 22 avril 2017 |